# Сатоши Отомо
Сатоши Отомо (Чиба, 1. октобар 1981) филипински је фудбалер.

## Репрезентација
За репрезентацију Филипина дебитовао је 2014. године.

## Статистика
| Филипини | Филипини | Филипини |
| Год.     | Ута.     | Гол.     |
| -------- | -------- | -------- |
| 2014     | 1        | 0        |
| Укупно   | 1        | 0        |